# لانس آند ماسكس
لانس آند ماسكس (باليابانية: ランス・アンド・マスクス، بالروماجي: Ransu Ando Masukusu) هي سلسلة رواية خفيفة من تأليف هيدياكي كوياسو ورسم شينو، نشرت من قبل بوني كانيون إنك منذ 3 ديسمبر عام 2013 حتى 17 اغسطس عام 2018، وتكونت من 9 مجلدات. أنتجت إلى مسلسل أنمي تلفزيوني من قبل استوديو غوكومي، عرض الأنمي في 1 أكتوبر عام 2015 واستمر عرضه حتى 17 ديسمبر عام 2015، وتكون من 12 حلقة.

## القصة
تدور أحداث القصة عن يوتارو هانافوسا، هو أحد فرسان القرن الحادي والعشرين الباقين على قيد الحياة، ويُطلق عليهم اسم "فرسان العالم". يريد يوتارو أن يكون شخصًا عاديًا وليس فارسًا، فهو يقاتل بصفته الفارس لانسر الغامض ويخفي هويته خلف قناع. في أحد الأيام يلتقي بفتاة تدعى ماكيو كيدوين، وعندما يعلم أنها تعيش بمفردها، يقرر أن يعتني بها.
بينما يخفي عنها أنه "الفارس لانسر" المقنع الذي تحبه.

## الشخصيات
يوتارو هانابوسا (باليابانية: 花房 葉太郎، بالروماجي: Hanabusa Yōtarō)
أداء صوتي: دايكي ياماشيتا
ماكيو كيدوين (باليابانية: 鬼堂院 真緒، بالروماجي: Kidōin Makio)
أداء صوتي: أري أوزاوا
يوريكو سودو (باليابانية: 朱藤 依子، بالروماجي: Sudō Yoriko)
أداء صوتي: مانامي نوماكورا
أليس كليفلاند (باليابانية: アリス・クリ―ヴランド، بالروماجي: Arisu Kurivurando)
أداء صوتي: سوزوكو ميموري
شيروهيمي (باليابانية: 白姫، بالروماجي: Shirohime)
أداء صوتي: أياكا سوا
يويفا / ليو يو هوا (باليابانية: リュウ・ユイファ، بالروماجي: ri ~yu u ・ yu i fu ~a)
أداء صوتي: ماو إيتشيميتشي
ساي إيغاراشي (باليابانية: 五十嵐 冴، بالروماجي: Igarashi Sae)
أداء صوتي: يوميري هاناموري
تافي
أداء صوتي: مامي كوياما
شين هانابوسا (باليابانية: 花房 森، بالروماجي: Hanabusa Shin)
أداء صوتي: أكيرا إيشيدا
غاي كونغوجي (باليابانية: 金剛寺 鎧، بالروماجي: Kongouji Gai)
أداء صوتي: تاكاشي ماتسوياما

## وصلات خارجية
- الموقع الرسمي باللغة اليابانية
- موقع الأنمي الرسمي باللغة اليابانية